# María de Borbón (1515-1538)
María de Borbón (en francés: Marie de Bourbon; Castillo de Fère-en-Tardenois, 29 de octubre de 1515 - Ibidem, 28 de septiembre de 1538) fue la segunda hija de Carlos IV de Borbón-Vendôme y de su primera esposa, Francisca de Alençon, duques de Vendôme. María fue candidata para ser esposa del rey Jacobo V de Escocia, que la visitó en Francia, pero terminó casándose con Magdalena de Valois. María falleció poco después, a los 22 años.

## Vida

### Primera negociación
Se esperaba un matrimonio entre Jacobo V de Escocia con una princesa francesa por la alianza franco-escocesa sellada con el Tratado de Ruan en 1517. El tratado tenía como objetivo principal el apoyo militar entre ambos reinos. Al principio se pensó que Jacobo V iba a casarse con la princesa Magdalena de Valois, hija del rey francés Francisco I, cuando el rey escocés cumpliera la mayoría de edad. Para diciembre de 1534, estaba claro que Magdalena se encontraba enferma. Francisco I sugirió que Jacobo V se casara con María de Borbón para cumplir con el tratado. El matrimonio tuvo el apoyo de Juan Estuardo, duque de Albany. Para finales de 1534, su secretario Nicolas Canivet y el secretario de Jacobo V, Thomas Erksine de Haltoun, le mostraron el retrato de María al rey escocés. Sin embargo, Margarita de Navarra ya había hablado de este plan de matrimonio con el duque de Norfolk, en junio de 1533. Ella señaló que Carlos IV de Borbón (padre de María) era un aliado cercano de Carlos V, Emperador del Sacro Imperio, y que María y su hermana Margarita estaban "falladas". La reina de Navarra sugirió un matrimonio entre Jacobo V y la cuñada de ésta, Isabel de Navarra. Sin embargo, el rey francés no consintió que Jacobo V no se casara con una princesa francesa, lo que violaría los términos del Tratado de Ruan.

### Segunda negociación
El 3 de junio de 1535, Jacobo V envió una carta desde el castillo de Stirling a Francisco I sobre su posible matrimonio con Magdalena y la oferta alternativa de casarse con María de Borbón.

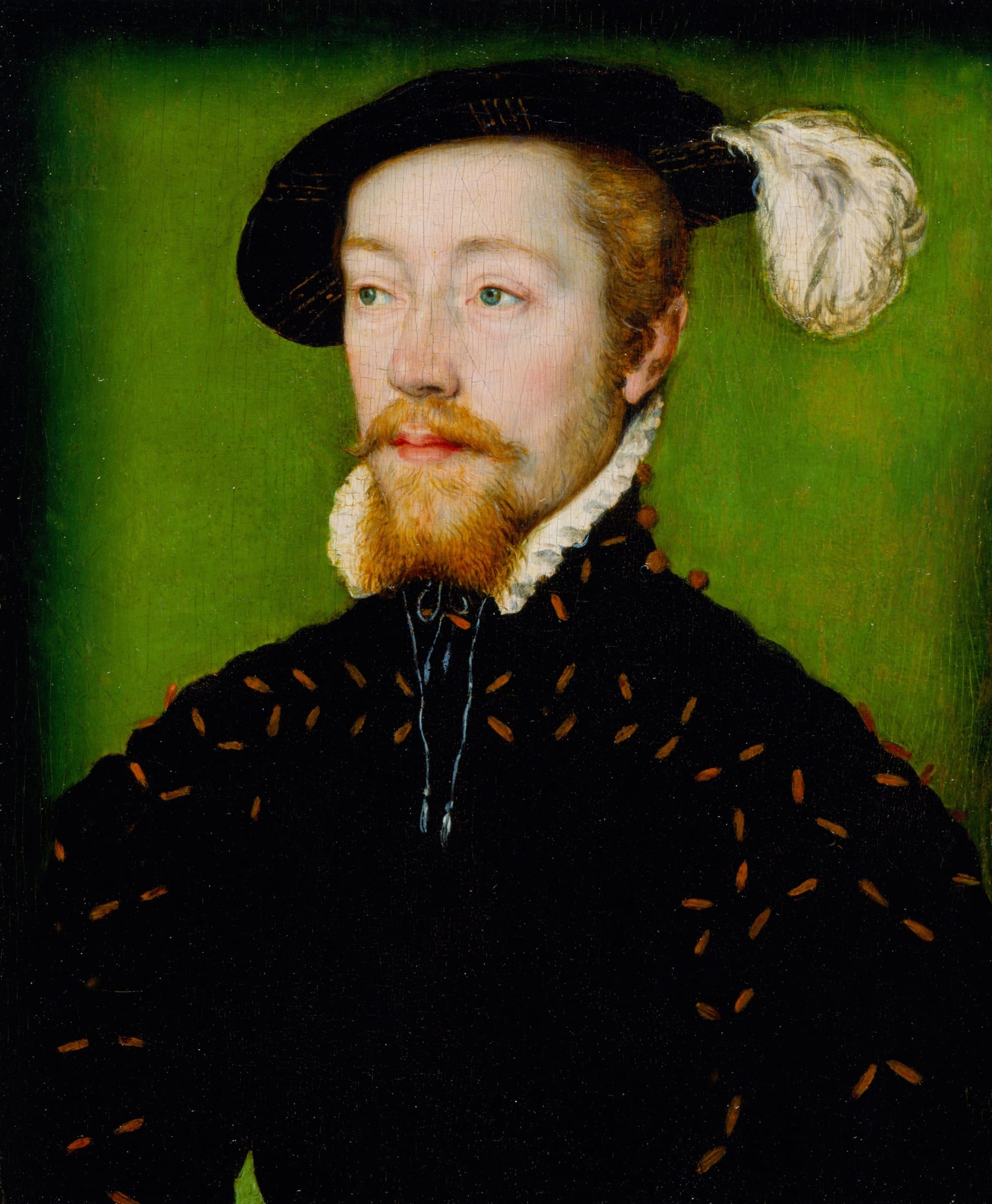
James V de Escocia, atribuido a Corneille de Lyon, circa 1535.

Francisco I le indicó a Jacobo V que una princesa de la familia real francesa no estaba disponible ya que Magdalena estaba muy enferma, entonces las negociaciones matrimoniales con María de Borbón se reanudaron. Jacobo V envió a su heraldo, James Aikenhead, a Francia para inspeccionar los modales y la personalidad de María. Si se encontraba satisfecho, debía pedir una dote por María como si ella fuera hija de Francisco I. Y si se llegaba a un acuerdo, María debía partir hacia Escocia con sus damas de compañía antes del invierno.
Pero el duque de Albany tuvo la idea de que Jacobo V podría casarse con Cristina de Dinamarca, duquesa viuda de Milán, y el rey detuvo las negociaciones matrimoniales con María. Esto fue por breve tiempo, ya que el 28 de diciembre de 1535, Aikenhead fue enviado nuevamente a Francia para continuar con las negociaciones. Jacobo V designó a sus representantes legales para finalizar el compromiso.
El 26 de marzo de 1536, el contrato final fue sellado por el rey Francisco I en Crémieu, cerca de Lyon. El contrato prometía que Francisco I transferiría el castillo de Dunbar junto con todo su armamento, que estaba en posesión del duque de Albany, a Jacobo V. Si éste moría antes que María, ella conservaría el Palacio de Falkland, en Fife, por el resto de su vida.
Jacobo V visitó a María en San Quintín, Picardía, en septiembre de 1536, pero luego viajó al sur para encontrarse con Francisco I. Pero en vez de casarse con María, se casó con la hija del rey francés, Magdalena de Valois. El 14 de octubre de ese año, Rodolfo Pio, obispo de Faenza, escribió que ahora Francisco I tenía intenciones de casar a María con Francisco I de Lorena.
María falleció poco tiempo después, el 28 de septiembre de 1538, a los 22 años, en el castillo de Fère-en-Tardenois. Fue enterrada en la catedral de Notre Dame.

## ¿Reunión encubierta?
Según cuatro relatores escoceses, Jacobo V habría entrado en la corte del duque de Vendôme disfrazado. Había intercambiado su ropa con un sirviente, quizás John Tennent de Listonshiels, pero María lo reconoció por su distintivo cabello rojo y el retrato de él que le habían otorgado. Aunque esta historia es dudosa, un historiador contemporáneo ha notado que observadores ingleses han reportado discreción sobre el viaje de Jacobo V a San Quintín desde Dieppe.